# Elecciones a la Cámara de Representantes de los Estados Unidos de 2020
Las elecciones de la Cámara de Representantes de Estados Unidos de 2020 se llevaron a cabo el martes 3 de noviembre de 2020. Se realizaron elecciones para elegir representantes de los 435 distritos electorales en cada uno de los 50 estados de Estados Unidos. También se eligieron delegados sin derecho a voto del Distrito de Columbia y cuatro de los cinco territorios estadounidenses habitados. Los candidatos electos en esta elección están sirviendo en el 117.º Congreso de los Estados Unidos desde el 3 de enero de 2021, con escaños asignados entre los estados según el censo de 2010.
Las elecciones de la Cámara de Representantes de Estados Unidos de 2020 se llevaron a cabo a la par de las elecciones presidenciales y de las elecciones al Senado, así como también de las elecciones para gobernador y elecciones estatales y locales.
Como se predijo, el Partido Demócrata mantuvo la mayoría en la Cámara de Representantes.

## Retirados

Mapa que muestra los distritos de los titulares que no buscaron la reelección, en azul oscuro (demócratas) y rojo oscuro (republicanos).

### Demócratas
Nueve demócratas no buscaron la reelección:
1. California 53: Susan Davis.
2. Hawái 2: Tulsi Gabbard.
3. Indiana 1: Pete Visclosky.
4. Iowa 2: Dave Loebsack.
5. Massachusetts 4: Joseph P. Kennedy III.
6. Nuevo México 3: Ben Ray Luján.
7. Nueva York 15: José E. Serrano.
8. Nueva York 17: Nita Lowey.
9. Washington 10: Denny Heck.

### Libertario
El único libertario en la Cámara no buscó la reelección:
1. Míchigan 3: Justin Amash.

### Republicanos
Veintiséis republicanos no buscaron la reelección:
1. Alabama 1: Bradley Byrne.
2. Alabama 2: Martha Roby.
3. California 8: Paul Cook.
4. Florida 3: Ted Yoho.
5. Florida 19: Francis Rooney.
6. Georgia 7: Rob Woodall.
7. Georgia 9: Doug Collins.
8. Illinois 15: John Shimkus.
9. Indiana 5: Susan Brooks.
10. Kansas 1: Roger Marshall.
11. Luisiana 5: Ralph Abraham.
12. Míchigan 10: Paul Mitchell.
13. Montana at-large: Greg Gianforte.
14. Nueva York 2: Peter T. King.
15. Carolina del Norte 2: George Holding.
16. Carolina del Norte 6: Mark Walker.
17. Oregón 2: Greg Walden.
18. Tennessee 1: Phil Roe.
19. Texas 11: Mike Conaway.
20. Texas 13: Mac Thornberry.
21. Texas 17: Bill Flores.
22. Texas 22: Pete Olson.
23. Texas 23: Will Hurd.
24. Texas 24: Kenny Marchant.
25. Utah 1: Rob Bishop.
26. Wisconsin 5: Jim Sensenbrenner.

## Renuncias
Cuatro titulares dimitieron en 2020, todos republicanos, sin elecciones especiales para llenar los escaños vacantes antes de las elecciones de noviembre.

### Republicanos
1. California 50: Duncan Hunter dimitió el 13 de enero después de declararse culpable de un cargo de malversación de fondos de campaña.
2. Georgia 14: Tom Graves dimitió el 4 de octubre; inicialmente había planeado jubilarse al final del período.
3. Carolina del Norte 11: Mark Meadows dimitió el 30 de marzo para convertirse en jefe de gabinete de la Casa Blanca.
4. Texas 4: John Ratcliffe dimitió el 22 de mayo para convertirse en Director de Inteligencia Nacional.

## Elecciones especiales
En 2020 hubo cinco elecciones especiales para el 116.º Congreso de los Estados Unidos, enumeradas aquí por fecha y distrito.
| Distrito      | Titular         | Titular     | Titular          | Elección especial | Elección especial                                                           |
| Distrito      | Miembro         | Partido     | Primera elección | Resultados | Candidatos                                                                  |
| ------------- | --------------- | ----------- | ---------------- | --- | --------------------------------------------------------------------------- |
| Maryland 7    | Elijah Cummings | Demócrata   | 1996             | El titular murió el 17 de octubre de 2019. Nuevo miembro elegido el 28 de abril de 2020. Control Demócrata. | Kweisi Mfume (Demócrata) 73.8% Kimberly Klacik (Republicano) 25.1%          |
| California 25 | Katie Hill      | Demócrata   | 2018             | El titular renunció el 3 de noviembre de 2019 en medio de una investigación de ética. Nuevo miembro elegido el 12 de mayo de 2020 en una segunda vuelta. Ganancia republicana.                                        | Mike Garcia (Republicano) 54.9% Christy Smith (Demócrata) 45.1%             |
| Wisconsin 7   | Sean Duffy      | Republicano | 2010             | El titular renunció el 23 de septiembre de 2019 por razones de salud familiar. Nuevo miembro elegido el 12 de mayo de 2020. Control republicano.                                                                      | Tom Tiffany (Republicano) 57.2% Tricia Zunker (Demócrata) 42.8%             |
| Nueva York 27 | Chris Collins   | Republicano | 2012             | El titular renunció el 1 de octubre de 2019 debido a una condena federal por abuso de información privilegiada. Nuevo miembro elegido el 23 de junio de 2020. Control republicano.                                    | Chris Jacobs (Republicano) 51.8% Nate McMurray (Demócrata) 46.6%            |
| Georgia 5     | John Lewis      | Demócrata   | 1986             | El titular murió el 17 de julio de 2020. El nuevo miembro fue elegido el 1 de diciembre de 2020 después de que ningún candidato recibió una mayoría de votos en las primarias generales del 29 de septiembre de 2020. | Kwanza Hall (Demócrata) 54.0% Robert Michael Franklin Jr. (Demócrata) 46.0% |

## Encuestas
Resumen gráfico 
| Fuente de la encuesta                                                                                 | Fecha(s) de realización                | Tamaño de muestra | Margen de error | Demócratas | Republicanos |
| --- | -------------------------------------- | ----------------- | --------------- | ---------- | ------------ |
| YouGov                                                                                                | 31 de octubre - 2 de noviembre de 2020 | 1,363 (LV)        | –               | 52%        | 42%          |
| John Zogby Strategies/EMI Research Solutions Archivado el 23 de diciembre de 2020 en Wayback Machine. | 1 de noviembre de 2020                 | 1,008 (LV)        | –               | 47%        | 44%          |
| YouGov                                                                                                | 30 de octubre - 1 de noviembre de 2020 | 1,360 (LV)        | –               | 52%        | 43%          |
| USC Dornsife                                                                                          | 19 de octubre - 1 de noviembre de 2020 | 5,372 (LV)        | –               | 52%        | 45%          |
| Morning Consult                                                                                       | 29-31 de octubre de 2020               | 14,663 (LV)       | –               | 50%        | 43%          |
| NBC News/The Wall Street Journal                                                                      | 29-31 de octubre de 2020               | 1,000 (RV)        | –               | 48%        | 43%          |
| Opinium                                                                                               | 26-29 de octubre de 2020               | 1,451 (RV)        | –               | 50%        | 42%          |
| Morning Consult                                                                                       | 26-28 de octubre de 2020               | 16,374 (LV)       | –               | 49%        | 43%          |
| HarrisX                                                                                               | 25-28 de octubre de 2020               | 2,359 (LV)        | –               | 47%        | 42%          |
| YouGov                                                                                                | 25-27 de octubre de 2020               | 1,365 (LV)        | –               | 52%        | 42%          |
| Suffolk University                                                                                    | 23-27 de octubre de 2020               | 1,000 (LV)        | –               | 49%        | 39%          |
| CNN/SSRS Archivado el 10 de marzo de 2021 en Wayback Machine.                                         | 23-26 de octubre de 2020               | 886 (LV)          | –               | 54%        | 42%          |
| Winston Group Archivado el 23 de diciembre de 2020 en Wayback Machine.                                | 23-26 de octubre de 2020               | 1,000 (RV)        | –               | 47%        | 43%          |
| Hofstra University Archivado el 22 de diciembre de 2020 en Wayback Machine.                           | 19-26 de octubre de 2020               | 2,000 (LV)        | –               | 55%        | 45%          |
| YouGov                                                                                                | 16-26 de octubre de 2020               | 2,500 (LV)        | –               | 51%        | 40%          |
| Morning Consult                                                                                       | 23-25 de octubre de 2020               | 15,509 (LV)       | –               | 49%        | 43%          |
| YouGov                                                                                                | 23-25 de octubre de 2020               | 1,350 (LV)        | –               | 54%        | 41%          |
| Morning Consult                                                                                       | 20-22 de octubre de 2020               | 12,000 (LV)       | –               | 49%        | 43%          |
| Rethink Priorities Archivado el 22 de diciembre de 2020 en Wayback Machine.                           | 20 de octubre de 2020                  | 4,933 (LV)        | –               | 48%        | 42%          |
| YouGov                                                                                                | 18-20 de octubre de 2020               | 1,343 (LV)        | –               | 50%        | 43%          |
| Echelon Insights                                                                                      | 16-20 de octubre de 2020               | 1,006 (LV)        | –               | 48%        | 44%          |
| Morning Consult                                                                                       | 17-19 de octubre de 2020               | 12,000 (LV)       | –               | 50%        | 42%          |
| GBAO Archivado el 26 de enero de 2021 en Wayback Machine.                                             | 15-19 de octubre de 2020               | 1,150 (RV)        | –               | 51%        | 39%          |
| Global Strategy Group/GBAO (Navigator Research) Archivado el 17 de marzo de 2021 en Wayback Machine.  | 15-19 de octubre de 2020               | 1,000 (RV)        | –               | 51%        | 43%          |
| YouGov                                                                                                | 16-18 de octubre de 2020               | 1,465 (LV)        | –               | 51%        | 40%          |
| USC Dornsife                                                                                          | 5-18 de octubre de 2020                | 5,549 (LV)        | –               | 52%        | 44%          |
| Morning Consult                                                                                       | 14-16 de octubre de 2020               | 12,000 (LV)       | –               | 49%        | 42%          |
| YouGov                                                                                                | 11-13 de octubre de 2020               | 1,333 (LV)        | –               | 49%        | 41%          |
| NBC News/The Wall Street Journal Archivado el 10 de marzo de 2021 en Wayback Machine.                 | 9-12 de octubre de 2020                | 1,000 (RV)        | –               | 47%        | 39%          |
| Opinium                                                                                               | 8-12 de octubre de 2020                | 1,747 (LV)        | –               | 51%        | 40%          |
| YouGov                                                                                                | 9-11 de octubre de 2020                | 1,366 (LV)        | –               | 48%        | 41%          |

## Resultados

### Generales

Cartograma de resultados.

| Partidos | Partidos            | Asientos | Asientos | Asientos | Asientos | Voto popular | Voto popular | Voto popular |
| Partidos | Partidos            | 2018     | 2020     | +/−      | %        | Votos        | %            | +/−          |
| -------- | ------------------- | -------- | -------- | -------- | -------- | ------------ | ------------ | ------------ |
|          | Partido Demócrata   | 235      | 222      | 13       | 51.03%   | 77,529,619   | 50.8%        | 2.6%         |
|          | Partido Republicano | 199      | 213      | 16       | 48.97%   | 72,760,036   | 47.7%        | 2.9%         |
|          | Partido Libertario  | 0        | 0        | 1        | 0.0%     | 1,098,989    | 0.7%         | Sin cambios  |
| Total    | Total               | 434      | 435      | 1        | 100.0%   | 152,576,055  | 100.0%       | —            |
| Fuente:  |                     |          |          |          |          |              |              |              |

| \| Voto popular \| Voto popular \| Voto popular \| Voto popular \| Voto popular \| \| ------------ \| ------------ \| ------------ \| ------------ \| ------------ \| \| \| \| \| \| \| \| Demócrata \| Demócrata \| \| 50.8 % \| 50.8 % \| \| Republicano \| Republicano \| \| 47.7 % \| 47.7 % \| \| Libertario \| Libertario \| \| 0.7 % \| 0.7 % \| |             |  |        |        |
| Voto popular |             |  |        |        |
| |             |  |        |        |
| Demócrata | Demócrata   |  | 50.8 % | 50.8 % |
| Republicano | Republicano |  | 47.7 % | 47.7 % |
| Libertario | Libertario  |  | 0.7 %  | 0.7 %  |

| \| Asientos \| Asientos \| Asientos \| Asientos \| Asientos \| \| ----------- \| ----------- \| -------- \| -------- \| -------- \| \| \| \| \| \| \| \| Demócrata \| Demócrata \| \| 51.03 % \| 51.03 % \| \| Republicano \| Republicano \| \| 48.97 % \| 48.97 % \| |             |  |         |         |
| Asientos |             |  |         |         |
| |             |  |         |         |
| Demócrata | Demócrata   |  | 51.03 % | 51.03 % |
| Republicano | Republicano |  | 48.97 % | 48.97 % |

### Por asientos
| Estado              | Asientos totales | Demócrata | Demócrata   | Republicano | Republicano |
| Estado              | Asientos totales | Asientos  | Cambio      | Asientos    | Cambio      |
| ------------------- | ---------------- | --------- | ----------- | ----------- | ----------- |
| Alabama             | 7                | 1         | Sin cambios | 6           | Sin cambios |
| Alaska              | 1                | 0         | Sin cambios | 1           | Sin cambios |
| Arizona             | 9                | 5         | Sin cambios | 4           | Sin cambios |
| Arkansas            | 4                | 0         | Sin cambios | 4           | Sin cambios |
| California          | 53               | 42        | 3           | 11          | 3           |
| Carolina del Norte  | 13               | 5         | 2           | 8           | 2           |
| Carolina del Sur    | 7                | 1         | 1           | 6           | 1           |
| Colorado            | 7                | 4         | Sin cambios | 3           | Sin cambios |
| Connecticut         | 5                | 5         | Sin cambios | 0           | Sin cambios |
| Dakota del Norte    | 1                | 0         | Sin cambios | 1           | Sin cambios |
| Dakota del Sur      | 1                | 0         | Sin cambios | 1           | Sin cambios |
| Delaware            | 1                | 1         | Sin cambios | 0           | Sin cambios |
| Florida             | 27               | 11        | 2           | 16          | 2           |
| Georgia             | 14               | 6         | 1           | 8           | 1           |
| Hawái               | 2                | 2         | Sin cambios | 0           | Sin cambios |
| Idaho               | 2                | 0         | Sin cambios | 2           | Sin cambios |
| Illinois            | 18               | 13        | Sin cambios | 5           | Sin cambios |
| Indiana             | 9                | 2         | Sin cambios | 7           | Sin cambios |
| Iowa                | 4                | 1         | 2           | 3           | 2           |
| Kansas              | 4                | 1         | Sin cambios | 3           | Sin cambios |
| Kentucky            | 6                | 1         | Sin cambios | 5           | Sin cambios |
| Luisiana            | 6                | 1         | Sin cambios | 5           | Sin cambios |
| Maine               | 2                | 2         | Sin cambios | 0           | Sin cambios |
| Maryland            | 8                | 7         | Sin cambios | 1           | Sin cambios |
| Massachusetts       | 9                | 9         | Sin cambios | 0           | Sin cambios |
| Míchigan            | 14               | 7         | Sin cambios | 7           | 1           |
| Minesota            | 8                | 4         | 1           | 4           | 1           |
| Misisipi            | 4                | 1         | Sin cambios | 3           | Sin cambios |
| Misuri              | 8                | 2         | Sin cambios | 6           | Sin cambios |
| Montana             | 1                | 0         | Sin cambios | 1           | Sin cambios |
| Nebraska            | 3                | 0         | Sin cambios | 3           | Sin cambios |
| Nevada              | 4                | 3         | Sin cambios | 1           | Sin cambios |
| Nueva Jersey        | 12               | 10        | Sin cambios | 2           | Sin cambios |
| Nueva York          | 27               | 19        | 2           | 8           | 2           |
| Nuevo Hampshire     | 2                | 2         | Sin cambios | 0           | Sin cambios |
| Nuevo México        | 3                | 2         | 1           | 1           | 1           |
| Ohio                | 16               | 4         | Sin cambios | 12          | Sin cambios |
| Oklahoma            | 5                | 0         | 1           | 5           | 1           |
| Oregón              | 5                | 4         | Sin cambios | 1           | Sin cambios |
| Pensilvania         | 18               | 9         | Sin cambios | 9           | Sin cambios |
| Rhode Island        | 2                | 2         | Sin cambios | 0           | Sin cambios |
| Tennessee           | 9                | 2         | Sin cambios | 7           | Sin cambios |
| Texas               | 36               | 13        | Sin cambios | 23          | Sin cambios |
| Utah                | 4                | 0         | 1           | 4           | 1           |
| Vermont             | 1                | 1         | Sin cambios | 0           | Sin cambios |
| Virginia            | 11               | 7         | Sin cambios | 4           | Sin cambios |
| Virginia Occidental | 3                | 0         | Sin cambios | 3           | Sin cambios |
| Washington          | 10               | 7         | Sin cambios | 3           | Sin cambios |
| Wisconsin           | 8                | 3         | Sin cambios | 5           | Sin cambios |
| Wyoming             | 1                | 0         | Sin cambios | 1           | Sin cambios |
| Total               | 435              | 222       | 13          | 213         | 16          |

### Por votación
| Estado              | Demócrata  | Demócrata  | Demócrata          | Republicano | Republicano | Republicano        |
| Estado              | Votos      | Porcentaje | Ganancia o Pérdida | Votos       | Porcentaje  | Ganancia o Pérdida |
| ------------------- | ---------- | ---------- | ------------------ | ----------- | ----------- | ------------------ |
| Alabama             | 608,809    | 29.67%     | 11.22%             | 1,416,012   | 69.02%      | 10.24%             |
| Alaska              | 159,856    | 45.26%     | 1.24%              | 192,126     | 54.40%      | 1.32%              |
| Arizona             | 1,629,318  | 49.85%     | 0.52%              | 1,638,516   | 50.13%      | 1.46%              |
| Arkansas            | 330,485    | 28.02%     | 7.17%              | 828,266     | 70.23%      | 7.67%              |
| California          | 11,083,766 | 66.27%     | 0.53%              | 5,640,188   | 33.73%      | 1.12%              |
| Carolina del Norte  | 2,660,535  | 49.96%     | 1.61%              | 2,631,336   | 49.41%      | 0.98%              |
| Carolina del Sur    | 1,076,799  | 42.98%     | 1.39%              | 1,412,684   | 56.38%      | 2.09%              |
| Colorado            | 1,679,052  | 53.05%     | 0.39%              | 1,378,248   | 43.55%      | 0.59%              |
| Connecticut         | 1,060,231  | 59.83%     | 1.81%              | 682,662     | 38.52%      | 0.74%              |
| Dakota del Norte    | 97,970     | 27.55%     | 8.02%              | 245,229     | 68.96%      | 8.76%              |
| Dakota del Sur      | N/A        | N/A        | N/A                | 321,984     | 80.96%      | 20.61%             |
| Delaware            | 281,382    | 57.63%     | 6.63%              | 196,392     | 40.22%      | 4.78%              |
| Florida             | 4,942,287  | 47.23%     | 0.13%              | 5,469,164   | 52.26%      | 0.09%              |
| Georgia             | 2,393,089  | 49.00%     | 1.27%              | 2,490,396   | 51.00%      | 1.27%              |
| Hawái               | 354,762    | 67.38%     | 7.93%              | 155,215     | 29.48%      | 6.63%              |
| Idaho               | 255,531    | 30.07%     | 4.76%              | 561,414     | 66.06%      | 4.33%              |
| Illinois            | 3,355,487  | 57.10%     | 3.36%              | 2,416,929   | 41.13%      | 2.48%              |
| Indiana             | 1,194,901  | 40.23%     | 4.10%              | 1,738,745   | 58.54%      | 3.23%              |
| Iowa                | 762,271    | 46.5%      | 4.02%              | 859,418     | 52.42%      | 5.88%              |
| Kansas              | 557,258    | 41.0%      | 2.89%              | 775,898     | 57.08%      | 3.13%              |
| Kentucky            | 735,419    | 34.76%     | 4.29%              | 1,363,964   | 64.46%      | 4.87%              |
| Luisiana            | 727,402    | 35.98%     | 1.89%              | 1,244,254   | 61.55%      | 4.34%              |
| Maine               | 468,978    | 57.95%     | 2.83%              | 340,236     | 42.04%      | 1.92%              |
| Maryland            | 1,912,740  | 64.75%     | 0.55%              | 1,028,150   | 34.8%       | 2.52%              |
| Massachusetts       | 2,482,596  | 74.63%     | 3.58%              | 699,001     | 21.01%      | 0.98%              |
| Míchigan            | 2,688,527  | 49.58%     | 2.75%              | 2,617,881   | 48.27%      | 3.62%              |
| Minesota            | 1,554,373  | 48.67%     | 6.46%              | 1,474,820   | 46.18%      | 2.5%               |
| Misisipi            | 421,121    | 34.29%     | 8.18%              | 806,859     | 65.71%      | 15.53%             |
| Misuri              | 1,172,135  | 39.42%     | 3.09%              | 1,723,982   | 57.98%      | 2.95%              |
| Montana             | 262,340    | 43.61%     | 2.64%              | 339,169     | 56.39%      | 5.51%              |
| Nebraska            | 326,018    | 34.63%     | 3.34%              | 585,234     | 62.17%      | 0.14%              |
| Nevada              | 665,526    | 49.09%     | 2.04%              | 633,827     | 46.76%      | 0.99%              |
| Nueva Jersey        | 2,539,128  | 57.28%     | 2.64%              | 1,843,047   | 41.58%      | 2.9%               |
| Nueva York          | 5,084,863  | 61.96%     | 5.20%              | 2,978,407   | 36.29%      | 5.07%              |
| Nuevo Hampshire     | 413,469    | 52.59%     | 1.94%              | 353,650     | 44.98%      | 1.36%              |
| Nuevo México        | 495,781    | 54.86%     | 3.39%              | 407,786     | 45.12%      | 6.92%              |
| Ohio                | 2,451,500  | 42.55%     | 4.72%              | 3,252,887   | 56.46%      | 4.46%              |
| Oklahoma            | 475,731    | 30.66%     | 5.69%              | 1,044,175   | 67.31%      | 5.34%              |
| Oregón              | 1,285,339  | 55.69%     | 1.76%              | 966,786     | 41.89%      | 3.87%              |
| Pensilvania         | 3,347,052  | 49.37%     | 5.66%              | 3,432,745   | 50.63%      | 5.88%              |
| Rhode Island        | 312,636    | 64.01%     | 0.97%              | 109,894     | 22.5%       | 12.28%             |
| Tennessee           | 1,105,537  | 38.90%     | 0.29%              | 1,685,255   | 59.30%      | 0.05%              |
| Texas               | 4,896,383  | 44.14%     | 2.86%              | 5,926,712   | 53.43%      | 3.03%              |
| Utah                | 505,946    | 35.33%     | 0.21%              | 873,347     | 60.98%      | 2.33%              |
| Vermont             | 238,827    | 67.31%     | 1.89%              | 95,830      | 27.01%      | 1.06%              |
| Virginia            | 2,253,974  | 51.99%     | 4.37%              | 2,047,635   | 47.23%      | 4.71%              |
| Virginia Occidental | 246,903    | 32.44%     | 8.14%              | 514,268     | 67.56%      | 9.23%              |
| Washington          | 2,340,356  | 59.34%     | 3.16%              | 1,545,436   | 39.18%      | 4.48%              |
| Wisconsin           | 1,566,671  | 48.5%      | 4.68%              | 1,661,399   | 51.43%      | 5.82%              |
| Wyoming             | 66,576     | 24.58%     | 5.19%              | 185,732     | 68.56%      | 4.98%              |

### Samoa Americana
| Distrito                  | Titular                 | Titular     | Titular          | Esta carrera       | Esta carrera |
| Distrito                  | Miembro                 | Partido     | Primera elección | Resultados         | Candidatos |
| ------------------------- | ----------------------- | ----------- | ---------------- | ------------------ | --- |
| American Samoa's at-large | Amata Coleman Radewagen | Republicano | 2014             | Titular reelegido. | Amata Coleman Radewagen (Republicano) 83.5% Oreta Tufuga Mapu Crichton (Demócrata) 14.4% Meleagi Suitonu-Chapman (Demócrata) 2.1% |

### Distrito de Columbia
| Distrito                      | Titular               | Titular   | Titular          | Esta carrera       | Esta carrera |
| Distrito                      | Miembro               | Partido   | Primera elección | Resultados         | Candidatos |
| ----------------------------- | --------------------- | --------- | ---------------- | ------------------ | --- |
| District of Columbia at-large | Eleanor Holmes Norton | Demócrata | 1990             | Titular reelegido. | Eleanor Holmes Norton (Demócrata) 86.83% Patrick Hynes (Libertario) 2.82% Barbara Washington Franklin (Independiente) 2.24% Omari Musa (Trabajadores socialistas) 1.92% Natale Lino Stracuzzi (DC Statehood Green) 1.68% Amir Lowery (Independiente) 1.51% David Krucoff (Independiente) 1.43% John Cheeks (Independiente) 0.88% |

### Guam
| Distrito      | Titular             | Titular   | Titular          | Esta carrera       | Esta carrera                                                                  |
| Distrito      | Miembro             | Partido   | Primera elección | Resultados         | Candidatos                                                                    |
| ------------- | ------------------- | --------- | ---------------- | ------------------ | ----------------------------------------------------------------------------- |
| Guam at-large | Michael San Nicolas | Demócrata | 2018             | Titular reelegido. | Michael San Nicolas (Demócrata) 59.61% Robert A. Underwood (Demócrata) 40.39% |

### Islas Marianas del Norte
| Distrito                          | Titular         | Titular       | Titular          | Esta carrera       | Esta carrera                           |
| Distrito                          | Miembro         | Partido       | Primera elección | Resultados         | Candidatos                             |
| --------------------------------- | --------------- | ------------- | ---------------- | ------------------ | -------------------------------------- |
| Northern Mariana Islands at-large | Gregorio Sablan | Independiente | 2008             | Titular reelegido. | Gregorio Sablan (Independiente) 100.0% |

### Islas Vírgenes de los Estados Unidos
| Distrito                              | Titular         | Titular   | Titular          | Esta carrera       | Esta carrera                                                             |
| Distrito                              | Miembro         | Partido   | Primera elección | Resultados         | Candidatos                                                               |
| ------------------------------------- | --------------- | --------- | ---------------- | ------------------ | ------------------------------------------------------------------------ |
| United States Virgin Islands at-large | Stacey Plaskett | Demócrata | 2014             | Titular reelegido. | Stacey Plaskett (Demócrata) 88.09% Shekema George (Independiente) 11.34% |